# Gianluca Plini
Gianluca Plini (Roma, 4 luglio 1971) è un ex giocatore di calcio a 5 e dirigente sportivo italiano.

## Carriera

### Club
Ha legato buona parte della sua carriera alla BNL Roma, della quale è stato capitano, giocandovi per dodici stagioni. Con i bancari ha vinto quattro scudetti, uno scudetto under 18,una supercoppa italiana ed una storica European Champions Tournament il 3 Maggio 1996 a Roma, disputando altre due finali a Mosca 97 e Segovia 99. In totale ha collezionato con la maglia dei bancari 453 presenze e 288 goal.
Nell'estate del 2003 si trasferisce alla Lazio, ma dopo appena pochi mesi scende di categoria accordandosi con il Divino Amore in Serie B, con cui vince immediatamente il girone E della categoria. Con i gialloblu gioca tre stagioni, due in Serie B e una in Serie A2, raggiungendo la finale di Coppa Italia di Serie B nella stagione 2005-06. Nell'estate del 2006 si trasferisce in Serie D al neonato Salaria Sport Village, con cui due anni più tardi conclude la carriera, divenendone il team manager. 

### Nazionale
Plini ha preso parte, con la nazionale italiana, al campionato europeo 1999, chiuso dagli azzurri al terzo posto. In totale, ha giocato 9 partite e realizzato 3 reti con gli azzurri. Sono invece 18 le presenze e 9 i gol con la Nazionale Universitaria con la quale ha ottenuto due podi mondiali (Malaga '92, Nicosia '94) ed un quinto posto a Jyväskylä '96. 

## Palmarès

### Competizioni nazionali
- Campionato italiano: 4
BNL: 1991-92, 1994-95, 1995-96, 1996-97
- Supercoppa italiana: 1
BNL: 1992
- Campionati di Serie B: 1
Divino Amore 2003-04 (girone E)

### Competizioni internazionali
- European Champions Tournament: 1

BNL: 1995-1996